# ریبرس د لا کوئسا
ریبرس د لا کوئسا (به اسپانیایی: Riberos de la Cueza) یک شهرستان در اسپانیا است که در استان پالنسیا واقع شده‌است.

## خصوصیات
ریبرس د لا کوئسا ۱۹ کیلومترمربع مساحت و ۸۷ نفر جمعیت دارد.